# (14922) Ohyama
(14922) Ohyama est un astéroïde de la ceinture principale.

## Description
(14922) Ohyama est un astéroïde de la ceinture principale. Il fut découvert le 2 octobre 1994 à Kitami par Kin Endate et Kazuro Watanabe. Il présente une orbite caractérisée par un demi-grand axe de 2,29 UA, une excentricité de 0,21 et une inclinaison de 5,5° par rapport à l'écliptique.

## Compléments